# Падуан
Падуан (англ. Paduan или нем. Paduaner или итал. Padovana) — старинная порода кур, выведенная в Италии. Как следует из названия, данная порода происходит из провинции Падуя области Венето на северо-востоке страны. Несмотря на сомнения в итальянском происхождении, в Италии падуаны признаны как местная порода.
Отличительные черты падуанов — пёстрый окрас, пышный хохолок и пушистая бородка. Ввиду своей яркой внешности и сравнительно небольшой массы, падуаны относятся к декоративным породам кур.

## История
Ранняя история породы остаётся тайной. По основной версии, падуаны были выведены в Падуе в XVII веке. Альтернативная версия гласит, что данная порода была выведена в Англию, откуда её завязли в Италию моряки. Также есть предположение, что падуаны происходят от хохлатых кур, выведенных в России, Польше или Нидерландах, откуда их привезли в Италию. По легенде, в Падую порода попала с помощью Джованни де Донди, однако скорее всего речь идёт о Франческо Донди, солдате, получившем титул маркиза от Яна III Собеского.
Падуаны были описаны и  изображены под именем gallina patavina, т.е. падуанские куры, Улиссом (Одиссеем) Альдрованди во второй части его пособия по орнитологии Ornithologiae tomus alter cum indice copiosissimo variarum linguarum, опубликованной в Болонье в 1600 году.

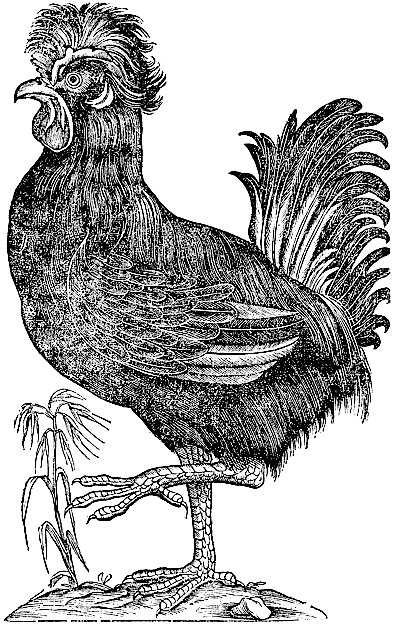
Падуанский петух из книги Улисса Альдрованди Ornithologiae tomus alter, 1600

В Россию падуаны попали в XVIII веке благодаря немецким купцам. Падуаны подавались к столу императоров как особо ценное мясо.

## Продуктивность
Петух весит 2,1-2,5 кг, а курица 1,5-2,0 кг. Яйценоскость около 120 яиц с белой скорлупой, минимальная масса яиц 50 г.
В уходе не отличаются от обычных кур.

## Особенности породы
Порода с большим хохлом, густой бородой и без гребня. Окраска оперения имеет множество различных вариаций.